# Panzergruppe Guderian
De Duitse Panzergruppe Guderian  was een Duitse eenheid van de Wehrmacht tijdens de Tweede Wereldoorlog genoemd naar bevelhebber Heinz Guderian. De Panzergruppe kwam alleen in actie in de veldtocht in het westen in 1940.

## Krijgsgeschiedenis

### Oprichting
Panzergruppe Guderian werd opgericht op 1 juni 1940 in Noord-Frankrijk door omdopen van het 19e Gemotoriseerde Korps.

### Opzet
Deze Panzergruppe was de tweede eenheid van de Wehrmacht die gepantserde en gemotoriseerd troepen in meerdere korpsen bundelde, naast Panzergruppe Kleist. Bevelhebber werd General der Panzertruppe Heinz Guderian en stafchef was Oberst Walther Nehring. De Panzergruppe beschikte over vier pantserdivisies en 2 gemotoriseerde divisies. De hoofdtaak van de Panzergruppe tijdens Fall Rot zou zijn de doorbraak over de Aisne en de doorstoot naar de Zwitserse grens, om daarmee alle Franse troepen in de Maginotlinie te omsingelen.

### Samenstelling 8 juni 1940
Voor de aanval vanaf 5 juni 1940 had de Panzergruppe de volgende samenstelling:
- 39e Gemotoriseerde Korps - General der Panzertruppe Rudolf Schmidt
  - 1e Pantserdivisie - Generalleutnant Friedrich Kirchner
  - 2e Pantserdivisie - Generalleutnant Rudolf Veiel
  - 29e Gemotoriseerde Divisie - Generalmajor Willibald Freiherr von Langermann und Erlencamp
- 41e Gemotoriseerde Korps – General der Panzertruppe Georg-Hans Reinhardt
  - 6e Pantserdivisie - Generalmajor Werner Kempf
  - 8e Pantserdivisie - Generalleutnant Adolf-Friedrich Kuntzen
  - 20e Gemotoriseerde Divisie - Generalleutnant Mauritz von Wiktorin

### Fall Rot

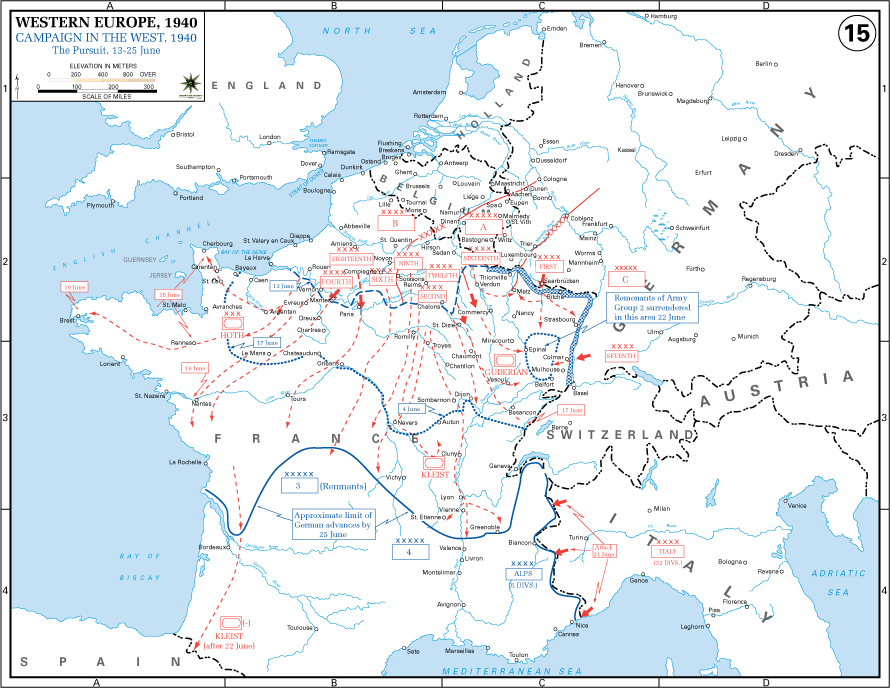
Fall Rot tweede fase

De Panzergruppe verzamelde zich rond Charleville-Mézières in Noord-Frankrijk.
Bij de start van de tweede fase van de veldtocht op 10 juni 1940 opereerde de Panzergruppe onder bevel van het 12e Leger. De opdracht was nu om vanuit de stellingen aan de Somme door de te breken en vrijheid richting het zuiden te winnen. Meteen de eerst dag werden bruggenhoofden geslagen over de Aisne aan weerszijden van Château-Porcien. Op deze dag en de volgende moesten Guderians pantserdivisies zware gevechten leveren met Franse tankeenheden en leden daarbij zware verliezen. Op 12 juni werd de Marne overgestoken bij Châlons-en-Champagne, en op 13 juni het Marne-Rijnkanaal bij Étrepy. Daarna ging het via Saint-Dizier en Langres en Besançon naar de Zwitserse grens. De 29e Gemotoriseerde Divisie kwam hier op 17 juni als eerste aan, nabij Pontarlier. Hiermee waren alle Franse troepen in Oost-Frankrijk en de Maginotlinie omsingeld. De 1e Pantserdivisie rukte nu naar het noordoosten op, richting Belfort. Twee dagen later maakte de Panzergruppe bij Lachapelle-sous-Rougemont contact met het 7e Leger, dat over de Rijn gestoken was. En in de dagen erna werd ook contact gemaakt met het 1e Leger. De Panzergruppe bleef hier in de Elzas liggen bij de Wapenstilstand van 22 juni 1940. Daarmee eindigde de Frans veldtocht voor de Panzergruppe.
Panzergruppe Guderian werd op 16 november 1940 in Berlijn omgevormd in Panzergruppe 2.

## Bovenliggende bevelslagen
| Leger          | Legergroep     | Plaats/regio | Begin          | Eind             |
| -------------- | -------------- | ------------ | -------------- | ---------------- |
| 12. Armee      | Heeresgruppe A | Frankrijk    | 1 juni 1940    | juli 1940        |
| 18. Armee      | OKH            | Berlijn      | juli 1940      |                  |
| Heeresgruppe B | OKH            | Berlijn      | september 1940 | 16 november 1940 |

## Commandant
| Rang                                                         | Naam           | Begin       | Eind             |
| ------------------------------------------------------------ | -------------- | ----------- | ---------------- |
| General der Pantsertruppe Generaloberst (vanaf 19 juli 1940) | Heinz Guderian | 1 juni 1940 | 16 november 1940 |